# 카우산틴 막 페르구사

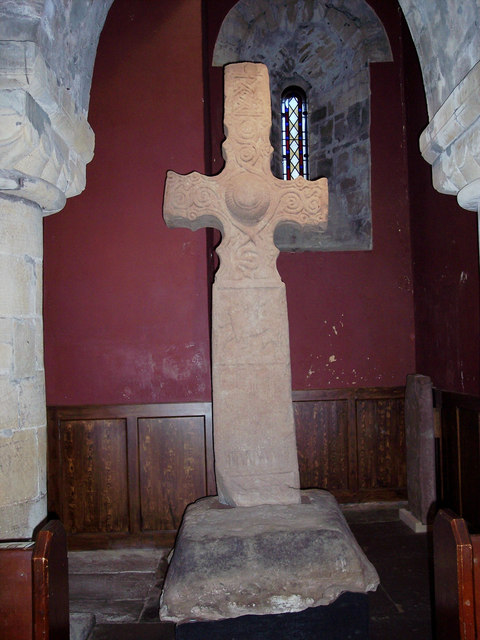

카우산틴 막 페르구사(Causantín mac Fergusa→페르구스의 아들 카우산틴: 775년 이전 – 820년)는 오늘날의 스코틀랜드 자리인 픽트 또는 포르트루의 왕으로 재위기간은 789년에서 820년이다. 빅토리아 시대까지는 카우산틴 막 페르구사를 스코틀랜드의 왕으로 취급하여 카우산틴 1세(스코틀랜드 게일어: Causantín I, 영어: Constantine I)라고 서수를 매기기도 했으나 현재는 카우산틴 1세라는 서수명은 카우산틴 막 키나다에게 부여되고 있다. 카우산틴 막 페르구사는 둔켈드에 교회를 세웠다고 한다. 이후 이오나에서 이 교회로 성 콜룸바의 성유물이 옮겨졌다고 한다.